# Porpidia superba
Porpidia superba är en lavart som först beskrevs av Körb., och fick sitt nu gällande namn av Hertel & Knoph. Porpidia superba ingår i släktet Porpidia och familjen Lecideaceae.  Arten är reproducerande i Sverige. Inga underarter finns listade i Catalogue of Life.